# Nemophas websteri
Nemophas websteri är en skalbaggsart som beskrevs av Jordan 1898. Nemophas websteri ingår i släktet Nemophas och familjen långhorningar. Inga underarter finns listade i Catalogue of Life.